# Éric de Cromières
Éric de Cromières, nacido el 20 de noviembre de 1953 en Argel y fallecido el 23 de julio de 2020 en Clermont-Ferrand, es director deportivo y ejecutivo de la empresa Michelin.
La familia de Cromières tiene raíces en el suroeste del departamento de Haute-Vienne, cerca de Cussac. En 2006, se convirtió en miembro de la junta directiva de ASM Clermont Auvergne. En 2012, René Fontès, presidente de ASM Clermont Auvergne, lo eligió para sucederlo en este cargo en 2013. El club que presidió se convirtió en Campeón de Francia en 2017.
Éric de Cromières se graduó en HEC Paris.